# Nogaye Lo Sylla
Nogaye Lo Sylla o Nogaye Lo Silla (Palma de Mallorca, 23 de agosto de 1996) es una jugadora española de baloncesto. Ocupa la posición de pívot y juega en el Club Deportivo Zamarat de la Liga española. Es internacional absoluta con la selección española desde 2015, obteniendo con esta la medalla de plata en los Juegos Mediterráneos de 2018. En categorías inferiores se adjudicó el subcampeonato mundial en 2012 (sub-17), y los campeonatos de Europa en 2012 (sub-16), 2013 (sub-18), 2015 (sub-20) y 2016 (sub-20).

## Trayectoria
Se formó deportivamente en el Sant Josep y en el CTEIB (Centro de Tecnificación Deportiva de las Islas Baleares), antes de fichar por el Real Club Celta en verano de 2013 aún en edad júnior. En la temporada 2013-14 disputó con el Celta la Liga Femenina 2 de Baloncesto de España, en la cual finalizaron en quinto lugar. Jugó los primeros partidos de la temporada, pero se lesionó en dos ocasiones durante su estancia en Vigo, en la primera estuvo dos meses sin jugar por problemas en la rodilla izquierda, y después se lesionó en el menisco, por lo que no pudo terminar la temporada. En la temporada 2014-15 volvió a disputar la Liga Femenina 2, en esta ocasión con el Club Baloncesto Andrach, con el que logró la permanencia en la categoría, aportando una media de 8 puntos por partido en los 21 partidos que disputó.
Para la temporada 2015-16 fichó por el Mann Filter de la Liga Femenina de Baloncesto de España, lo que la ayudó a ser convocada por la selección española. Disputó los 26 partidos de liga regular, y se clasificaron en el tercer lugar de la liga, lo que la permitió disputar por primera vez el playoff para ganar el título. En las semifinales se enfrentaron al Perfumerías Avenida, que ganó los dos partidos y finalmente el título. A pesar de haber fichado por dos temporadas con el Mann Filter, para la temporada 2016-17 cambió de equipo, y jugó para el Cadí La Seu. Disputó dos temporadas con el equipo catalán, disputando 26 partidos la primera temporada y 25 la segunda, con unas medias de 4 y 5.1 puntos por partido respectivamente. En la primera de sus dos temporadas con el Cadí acabó en octavo lugar de la liga, disputando los 26 encuentros de la temporada regular, mientras que en la segunda temporada fueron séptimas y disputó 25 encuentros. En junio de 2018 volvió a cambiar de equipo, en esta ocasión al Club Deportivo Zamarat.

## Selección nacional

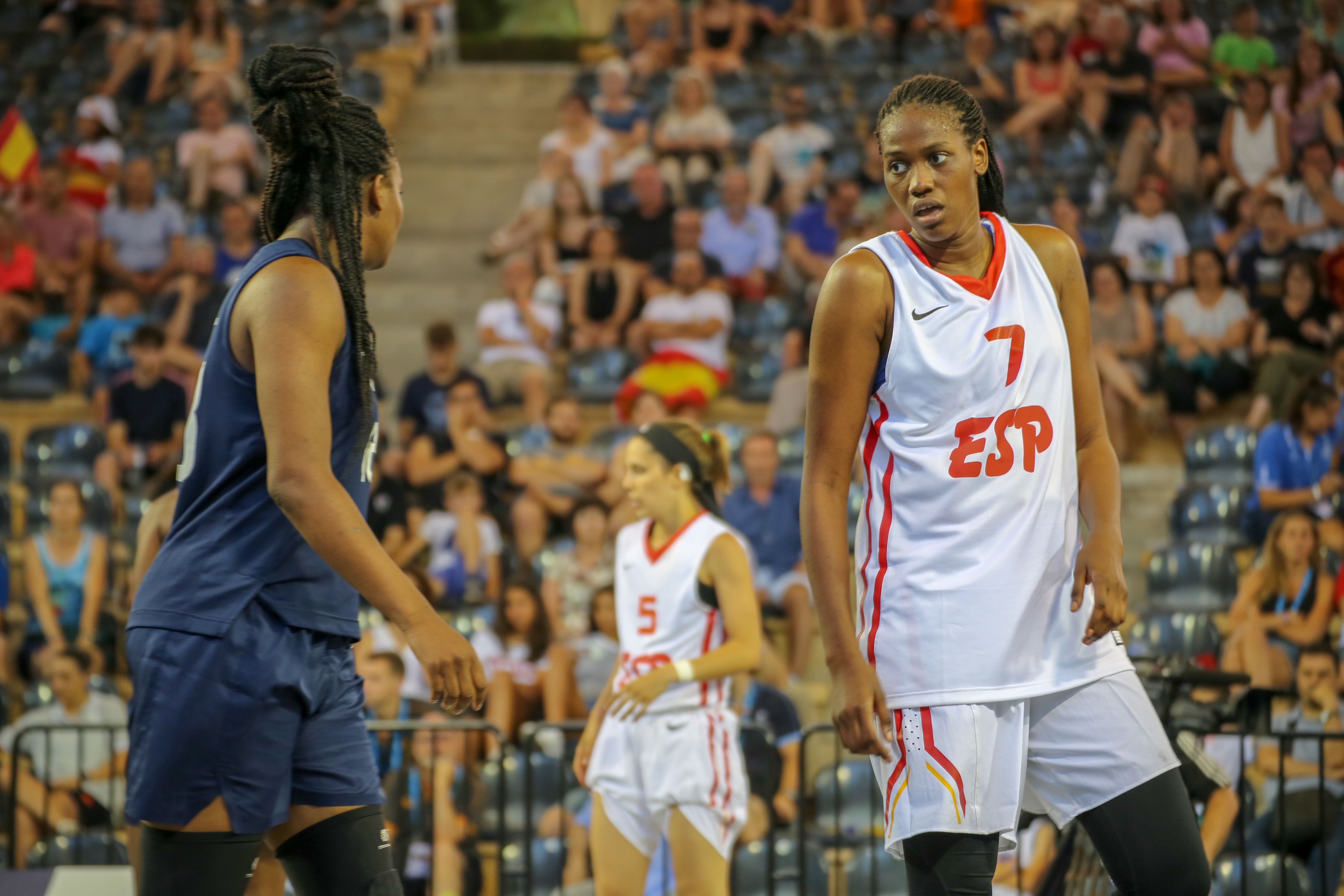
Final de los Juegos Mediterráneos de 2018 donde Nogaye consiguió la medalla de plata

Ha jugado con la selección española en todas sus categorías, adjudicándose el subcampeonato mundial en 2012, y los campeonatos de Europa en 2012, 2013, 2015 y 2016. Ha sido internacional con la selección absoluta desde el año 2015, cuando disputó un partido de clasificación para el Europeo de 2017. A partir de ahí fue convocada en tres ocasiones en 2016, y también participó en los Juegos Mediterráneos de 2018 en la especialidad de baloncesto 3x3 junto a Laia Flores Costa, Marina Lizarazu Herrera y Laura Quevedo Cañizares, con las que se adjudicó la medalla de plata. Tras finalizar el torneo fue convocada nuevamente con la selección nacional para disputar un partido amistoso antes de la Copa Mundial de Baloncesto Femenino de 2018.

### Participaciones en Copas del Mundo
| Mundial                                                  | Sede         | Resultado     | Partidos | PPP | RPP | APP |
| -------------------------------------------------------- | ------------ | ------------- | -------- | --- | --- | --- |
| Campeonato Mundial de Baloncesto Femenino Sub-17 de 2012 | Países Bajos | Subcampeona   | 8        | 4.5 | 4.8 | 0   |
| Campeonato Mundial de Baloncesto Femenino Sub-19 de 2015 | Rusia        | Cuarto puesto | 7        | 6.3 | 4.1 | 0.7 |

### Participaciones en Campeonatos de Europa
| Europeo                                                  | Sede     | Resultado | Partidos | PPP | RPP | APP |
| -------------------------------------------------------- | -------- | --------- | -------- | --- | --- | --- |
| Campeonato Europeo de Baloncesto Femenino Sub-16 de 2012 | Hungría  | Campeona  | 9        | 4.3 | 5.2 | 0.3 |
| Campeonato Europeo de Baloncesto Femenino Sub-18 de 2013 | Croacia  | Campeona  | 9        | 6.6 | 3.6 | 0.1 |
| Campeonato Europeo de Baloncesto Femenino Sub-20 de 2015 | España   | Campeona  | 9        | 9.3 | 4.8 | 0.7 |
| Campeonato Europeo de Baloncesto Femenino Sub-20 de 2016 | Portugal | Campeona  | 7        | 9.7 | 3.7 | 0.6 |

## Estadísticas

### Clubes
| Club                    | País   | Temporada | Partidos | PPP | RPP | APP |
| ----------------------- | ------ | --------- | -------- | --- | --- | --- |
| Real Club Celta         | España | 2013-14   | 8        | 3.4 | 3.9 | 0.5 |
| Club Baloncesto Andrach | España | 2014-15   | 21       | 8.0 | 6   | 0.6 |
| Mann Filter             | España | 2015-16   | 28       | 4.0 | 2.3 | 0.3 |
| Cadí La Seu             | España | 2016-17   | 26       | 4.0 | 2.1 | 0.7 |
| Cadí La Seu             | España | 2017-18   | 25       | 5.1 | 3   | 0.8 |
| Club Deportivo Zamarat  | España | 2018-19   |          |     |     |     |